# Kévin Olimpa
Kévin Olimpa (* 10. března 1988, Paříž) je francouzský fotbalový brankář, který momentálně působí ve francouzském klubu Girondins Bordeaux.

## Klubová kariéra
Olimpa působil v mládežnických týmech a rezervě Girondins Bordeaux, kam přišel z fotbalové akademie Clairefontaine. První profesionální kontrakt podepsal 29. května 2008. V A-týmu Bordeaux debutoval 8. listopadu 2008 v zápase Ligue 1 proti AJ Auxerre, když v průběhu utkání ve 43. minutě nahradil zraněného Mathieu Valverdeho. Podařilo se mu udržet čisté konto, Bordeaux vyhrálo 2:0. Byl to jeho jediný ligový start v sezóně 2008/09, ve které Girondins vyhrálo francouzský titul.
Sezónu 2009/10 strávil na hostování v druholigovém francouzském týmu Angers SCO.

## Reprezentační kariéra
Olimpa odehrál za francouzský reprezentační výběr U21 celkem 6 zápasů.
Od roku 2012 je členem martinické fotbalové reprezentace.